# Elefante-do-Ceilão
O elefante do Sri Lanka (Elephas maximus maximus) também conhecido como elefante do Ceilão, é uma das três subespécies reconhecidas do elefante asiático e é endêmico do Sri Lanka. O elefante do Ceilão foi classificado como Em perigo pela UICN, desde 1986, já que população diminui pelo menos 50% mas últimas três gerações (60-75 anos). A espécie é predominantemente ameaçada pela perda, fragmentação e destruição de seu habitat. 
O Elephas maximus maximus foi descrito oficialmente como uma subespécie em 1758 por Carl Linnaeus, sob o binômio Elephas maximus. 
As populações de elefantes do Sri Lanka agora estão restritas em grande parte às zonas secas do norte, leste e sudeste do Sri Lanka. Os elefantes estão presentes no Parque Nacional de Udawalawe, Parque nacional de Yala, Parque nacional de Lunugamvehera, Parque nacional Wilpattu e Parque nacional de Minneriya, mas também vivem fora das áreas protegidas. Estima-se que o Sri Lanka tenha a maior densidade de elefantes da Ásia. O conflito entre homem e elefante está aumentando devido à conversão do habitat dos elefantes em campos de cultivo ou em assentamentos humanos.

## Descrição
Os elefantes do Sri Lanka são a maior subespécie de elefante asiático, atingindo uma altura no ombro entre 2 e 3,5 m, e pesando entre 2.000 e 5.000 kg. Eles possuem aproximadamente 19 pares de costela. Sua cor de pele é mais escura que a do elefante indiano e do elefante de sumatra, com manchas maiores e mais distintas de despigmentação nas orelhas, rosto, tromba e barriga.
Apenas 7% dos machos possuem presas. De acordo com o senso de elefantes realizado em 2011 pelo departamento de conservação da Vida selvagem do Sri Lanka, apenas 2% dos machos possuem presas.
Os elefantes do Ceilão são um pouco menores quando comparados com relatos históricos que remontam a 200 a.C e com fotografias tiradas no século XIX durante o domínio do império britânico na ilha. O tamanho menor dos espécimes atuais pode ser resultado do final de um processo prolongado de remover fisicamente os melhores indivíduos da população de reprodução potencial, por caça ou domesticação (ver nanismo insular).

## Ecologia e comportamento

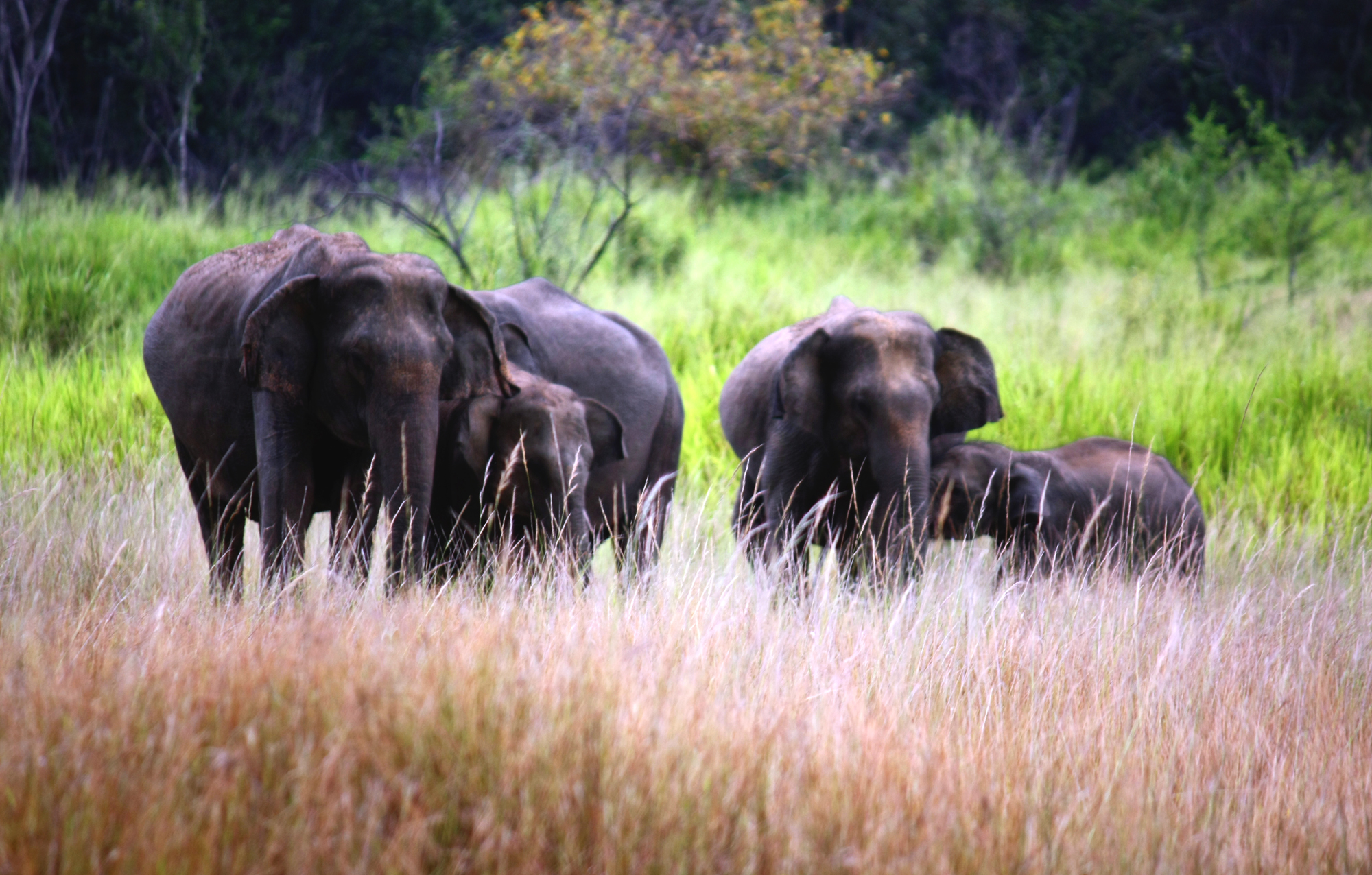
O Sri Lanka Elefantes no Maduru Oya Nacional Parque.

Os elefantes são considerados mega herbívoros e consomem até 150 kg de matéria vegetal por dia. Como generalistas eles se alimentam de uma grandes variedade de plantas. Na região noroeste do Sri Lanka, o comportamento alimentar dos elefantes foi observado durante dois anos. Os elefantes foram registrados se alimentando de pelo menos 116 diferentes espécies de plantas pertencentes a 35 famílias, incluindo 27 espécies de plantas cultivadas. Mais da metade das plantas eram de espécie não arbóreas, ou seja, eram ervas rasteiras (gramíneas, arbustos, capim entre outras). Mais de 25% das espécies de plantas pertenciam à família Leguminosae e 19% pertenciam à família das gramíneas verdadeira. A presença de plantas cultivadas no esterco não resulta apenas da invasão a plantações, pois observou-se que os elefantes se alimentam também de sobras de colheitas. Os elefantes jovens tendem a se alimentar predominantemente de espécies de capim.
Os recursos alimentares são abundantes em florestas secundarias, mas em baixa densidade em florestas originais. A agricultura tradicional de corte e queima cria o melhor habitat para elefantes através da promoção de vegetação secundaria. 